# Président des États fédérés de Micronésie
Le président des États fédérés de Micronésie (en anglais : President of the Federated States of Micronesia) est le chef d'État et chef du gouvernement des États fédérés de Micronésie, un État fédéral océanien.

## Élection

### Éligibilité et mode d'élection
Le président est choisi parmi les membres du Congrès des États fédérés de Micronésie et doit donc satisfaire aux conditions pour y appartenir, c'est-à-dire être âgé d'au moins 30 ans le jour de l'élection, être citoyen des États fédérés de Micronésie depuis au moins 15 ans et résident de l'État d'où il est élu depuis au moins 5 ans. Une personne reconnue coupable d'un crime par un tribunal étatique ou national n'est pas éligible pour être membre du Congrès.
Le Congrès des États fédérés de Micronésie élit en son sein, lors de la première session suivant les élections quadriennales, le président et le vice-président parmi les quatre sénateurs avec un siège de quatre ans. Ils doivent être d'États différents. Ils exercent un mandat de quatre ans avec possibilité de réélection mais ne peuvent pas exercer plus de deux mandats consécutifs. Une fois élus, au nom de la séparation des pouvoirs, leurs postes de sénateurs sont pourvus par des élections partielles,. Son vice-président est, dans la constitution, chargé de lui succéder en cas de décès ou d'invalidité.

### Analyse du mode d'élection
Ce mode d'élection original est apparu aux délégués de la Convention constitutionnelle comme le plus à même de répondre aux difficultés financières, administratives et politiques qu'aurait engendré une élection présidentielle directe étant donné l'absence de partis politiques. Les candidats sont généralement choisis sur la base de liens régionaux et de parenté. Les dissemblances linguistiques et culturelles entre les États et le manque d'expérience dans les élections interdistricts avant l'indépendance ont également joué en défaveur d'une élection populaire directe. Il s'agit aussi d'éviter que la forte population des États de Chuuk et Pohnpei ne leur permettent de dominer la fédération aux dépens des autres,, poids qui serait accru par une élection au suffrage universel,. Malgré tout, les sénateurs de Chuuk constituent presque la moitié des membres du Congrès et exercent un rôle considérable dans le choix du président. Une forte augmentation de la population de cet État lui permettrait d'avoir la majorité au Congrès et donc de choisir la tête de l'exécutif. Un consensus s'est rapidement établi sur la nécessité d'une rotation quant à l'origine des présidents.
N. Meller perçoit dans le système actuel une maladresse dans le fait que le président, s'il souhaite être réélu, doit auparavant se présenter au poste de sénateur de quatre ans de son État. Il remarque également qu'en raison du faible nombre de districts ayant finalement ratifiés la constitution le choix du président est très restreint. Ce mode d'élection diminue la force du pouvoir présidentiel vis-à-vis du Congrès, puisque choisi par ses membres, s'il souhaite être réélu, il ne peut se les aliéner. Le Congrès est donc en position de force et en a parfois profité pour empiéter sur le pouvoir constitutionnel présidentiel, menaçant l'équilibre des pouvoirs. L'élection au suffrage universel permettrait, selon John Haglelgam, un rééquilibrage.

### Tentatives de modification du mode d'élection
Une tentative de modification du mode d'élection a été proposée lors de la révision constitutionnelle de 1990. Le texte prévoyait « une élection populaire utilisant une pondération proportionnelle des voix, ce qui donnerait à chaque État une voix égale dans la détermination du résultat ». Ce projet n'a finalement pas reçu assez de soutiens. En 2002, un amendement, rejeté par référendum, instituait une élection au suffrage universel du président intégrée à un système d'élimination successive permettant, sur une période de seize ans, l'élection d'un candidat issu de chacun des quatre États. Cet échec résulterait d'une mauvaise planification et gestion par le gouvernement de l'éducation du peuple sur l'amendement constitutionnel proposé couplée au manque d'intérêt des électeurs pour améliorer le gouvernement.

## Étendue des pouvoirs

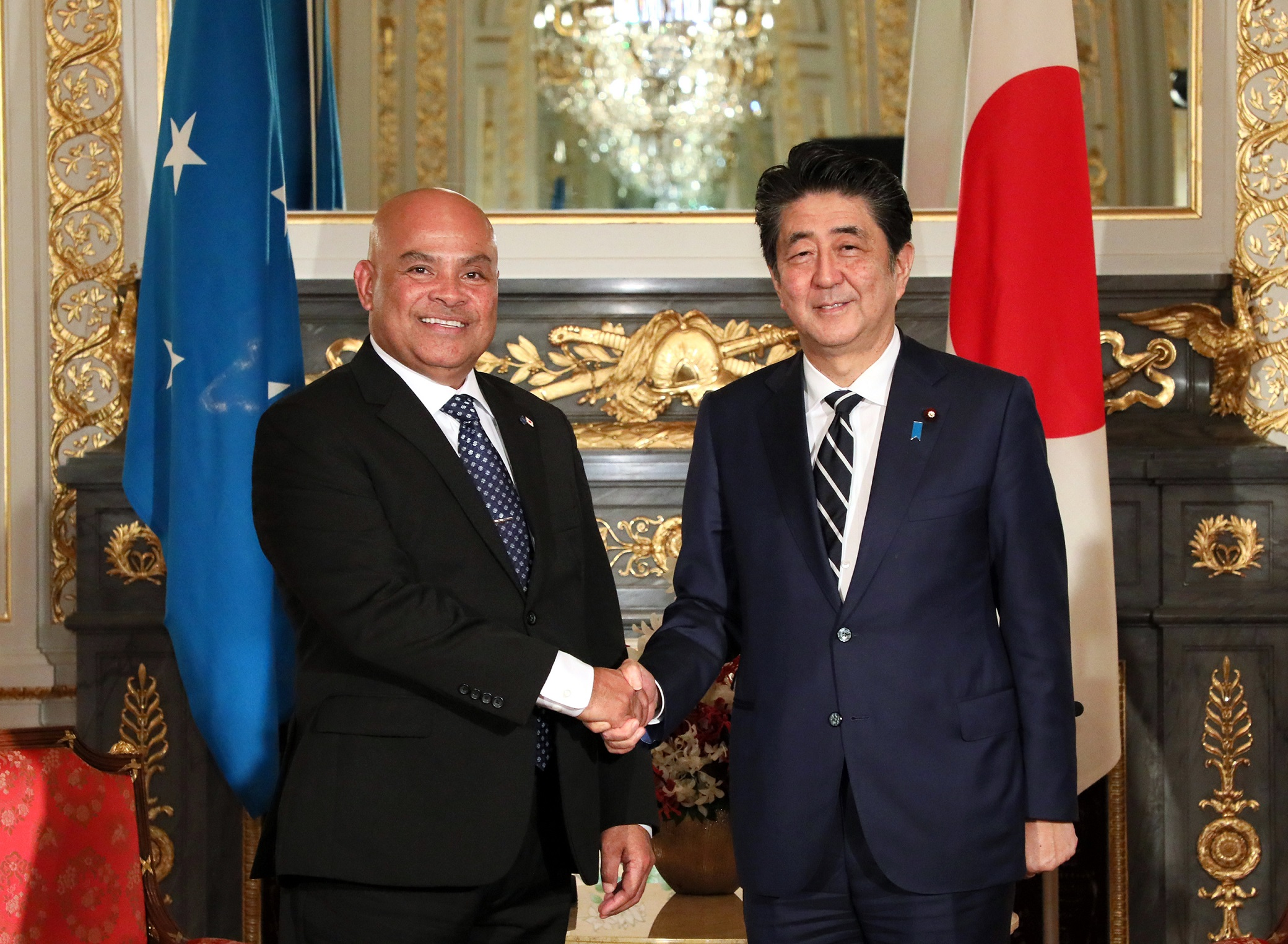
Le président micronésien David Panuelo et le premier ministre japonais Shinzo Abe à l'intronisation de l'empereur du Japon Naruhito le 21 octobre 2019.

Le président, en tant que chef du pouvoir exécutif, est chargé de mettre en œuvre les lois et politiques nationales. Il supervise l'administration nationale même si certaines fonctions sont exercées par des agences semi-autonomes, à l'image du modèle américain. Par exemple, l'Autorité maritime micronésienne est chargée de la négociation des accords de pêche avec les navires étrangers et du respect des zones de pêche. Le président est chargé de préparer le budget annuel. Il peut lancer des politiques publiques mais les questions politiques de fond, ainsi que les nominations des principaux responsables de l'exécutif, des ambassadeurs, des juges des tribunaux nationaux, sont soumises à l'approbation du Congrès,. Dans le cas où il est nécessaire « de préserver la paix, la santé ou la sécurité publiques, en cas d'extrême urgence causée par des troubles civils, une catastrophe naturelle ou une menace immédiate de guerre ou d'insurrection », le président peut déclarer l'état d'urgence pendant trente jours. Il peut alors émettre des décrets appropriés et suspendre un droit civil à l'abri de toute ingérence judiciaire pendant ces trente jours. Durant cette période, le Congrès des États fédérés de Micronésie doit se réunir pour examiner la révocation, la modification ou l'extension de la déclaration. Dans ce dernier cas, après trente jours, le pouvoir judiciaire reprend tout de même ses droits. Le président est également chef de l'État, et symbolise et représente la souveraineté du peuple des États fédérés de Micronésie et l'indépendance nationale.

## Responsabilité présidentielle
Les membres du Congrès peuvent  destituer et révoquer le président et le vice-président pour trahison ou corruption par un vote des deux tiers des membres. La Cour suprême a le pouvoir d'examiner la mise en accusation du président ou du vice-président.

## Relations entre le pouvoir législatif et le pouvoir exécutif

### Cheminement législatif
Tous projet de loi adopté par le congrès est ensuite transmis au président. S'il le désapprouve, il dispose d'un droit de veto. Il doit ensuite retourner le projet avec ses objections au Congrès sous dix jours, ou trente jours si le Congrès a dix jours ou moins de session restante ou a ajourné. Dans le cas de délais non respectés, la loi est considérée approuvée,.
Le président des États fédérés de Micronésie soumet un budget annuel au Congrès, et le Congrès doit affecter des fonds pour tous les projets de loi adoptés. Aucun projet de loi de crédits, à l'exception de ceux recommandés par le président pour adoption immédiate ou pour couvrir les dépenses de fonctionnement du Congrès, ne peut être adopté en dernière lecture tant que le projet de loi attribuant des fonds pour le budget n'a pas été promulgué. Le président peut opposer son veto à un crédit dans tout projet de loi adopté par le Congrès.
Le veto présidentiel peut être repoussé par le Congrès, les sénateurs étant réunis en délégations d’États, au moyen de trois voix sur quatre,,. Au même titre que pour l'élection présidentielle, le sous-effectif d’États, comparativement à ce qui était envisagé lors de la rédaction de la constitution, a des conséquences. Les sénateurs partisans d’une mesure promulguée ne devraient avoir aucune difficulté à passer outre un véto présidentiel. Celui-ci est donc peu efficient.
Au début des années 2000, une proposition d'amendement prévoyait d'augmenter le quorum pour le rejet d'un veto à trois quarts (onze voix) de l’ensemble des membres. L'ancien président John Haglelgam jugeait, cependant, que l'absence d'idéologies et de partis politiques, en ne fondant donc les votes des sénateurs que sur leurs seuls intérêts individuels, rendrait cette modification inefficace, le président étant perçu comme un rival politique sur la scène nationale.

### Relations heurtées entre l'exécutif et le législatif
Selon N. Meller, du temps du Territoire sous Tutelle des îles du Pacifique, « les assemblées législatives de district puis le Congrès de Micronésie ont été le pivot sur lequel les Micronésiens ont appuyé leurs efforts pour modifier et finalement mettre fin au régime américain », de type présidentiel, et ressenti comme un pouvoir exécutif effréné qu'il faut contenir. Les délégués à la la convention constitutionnelle de 1975 ont, d'après lui, « accordé relativement peu d'attention à leur décision d'adopter une forme présidentielle de gouvernement » et étaient trop « vaguement conscients du système parlementaire comme une forme potentielle à envisager ». Certains hommes politiques micronésiens pensent que l'amélioration des communications entre l'exécutif et le législatif pourrait passer par la création d'un porte-parole du président non membre du Congrès et ne participant qu'au débat. N. Meller estime qu'un meilleur équilibre des relations pourrait passer par un refus aux membres du Congrès du droit de présenter des projets de loi de crédits ou de recettes non approuvés par l'exécutif, en limitant leur possibilité de prise de décision unilatérale. De même, le Congrès pourrait ne pas être autorisé à augmenter des dépenses sans prévoir l’augmentation des recettes nécessaires. Il pense que « les anciennes autorités métropolitaines administrant la Micronésie dans le passé ont rendu un mauvais service » aux Micronésiens « en introduisant des formes et des processus gouvernementaux qui capitalisent sur les conflits, forcent les divisions formelles et prennent des décisions par le biais d'un processus arbitraire de comptage des organes. Ni le système de Westminster ni le système présidentiel ne correspondent bien à l’approche consensuelle de la région en matière de prise de décision ».

## Liste des présidents
| No | Portrait | Nom             | Début du mandat | Fin du mandat   | Vice-président                                                            | Notes                                                                  |
| -- | -------- | --------------- | --------------- | --------------- | ------------------------------------------------------------------------- | ---------------------------------------------------------------------- |
| 1  |          | Tosiwo Nakayama | 11 mai 1979     | 11 mai 1987     | Petrus Tun (11 mai 1979-9 mai 1983) Bailey Olter (9 mai 1983-11 mai 1987) |                                                                        |
| 2  |          | John Haglelgam  | 11 mai 1987     | 11 mai 1991     | Hirosi Ismael                                                             |                                                                        |
| 3  |          | Bailey Olter    | 11 mai 1991     | 8 novembre 1996 | Jacob Nena                                                                |                                                                        |
| 4  |          | Jacob Nena      | 8 novembre 1996 | 11 mai 1999     | Leo Falcam (à partir du 8 mai 1997)                                       | Par intérim, en raison de l'incapacité d'Olter à partir du 8 mai 1997. |
| 5  |          | Leo Falcam      | 11 mai 1999     | 11 mai 2003     | Redley Killion                                                            |                                                                        |
| 6  |          | Joseph Urusemal | 11 mai 2003     | 11 mai 2007     | Redley Killion                                                            |                                                                        |
| 7  |          | Manny Mori      | 11 mai 2007     | 11 mai 2015     | Alik Alik                                                                 |                                                                        |
| 8  |          | Peter Christian | 11 mai 2015     | 11 mai 2019     | Yosiwo George                                                             |                                                                        |
| 9  |          | David Panuelo   | 11 mai 2019     | 11 mai 2023     | Yosiwo George (jusqu'au 13 août 2022) Aren Palik                          |                                                                        |
| 10 |          | Wesley Simina   | 11 mai 2023     | en cours        | Aren Palik                                                                |                                                                        |